# Platytetracampe
Platytetracampe is een geslacht van vliesvleugeligen uit de familie Eulophidae. De wetenschappelijke naam van dit geslacht is voor het eerst geldig gepubliceerd in 1915 door Girault.

## Soorten
Het geslacht Platytetracampe is monotypisch en omvat slechts de volgende soort:
- Platytetracampe funiculus Girault, 1915